# Saarbrücken

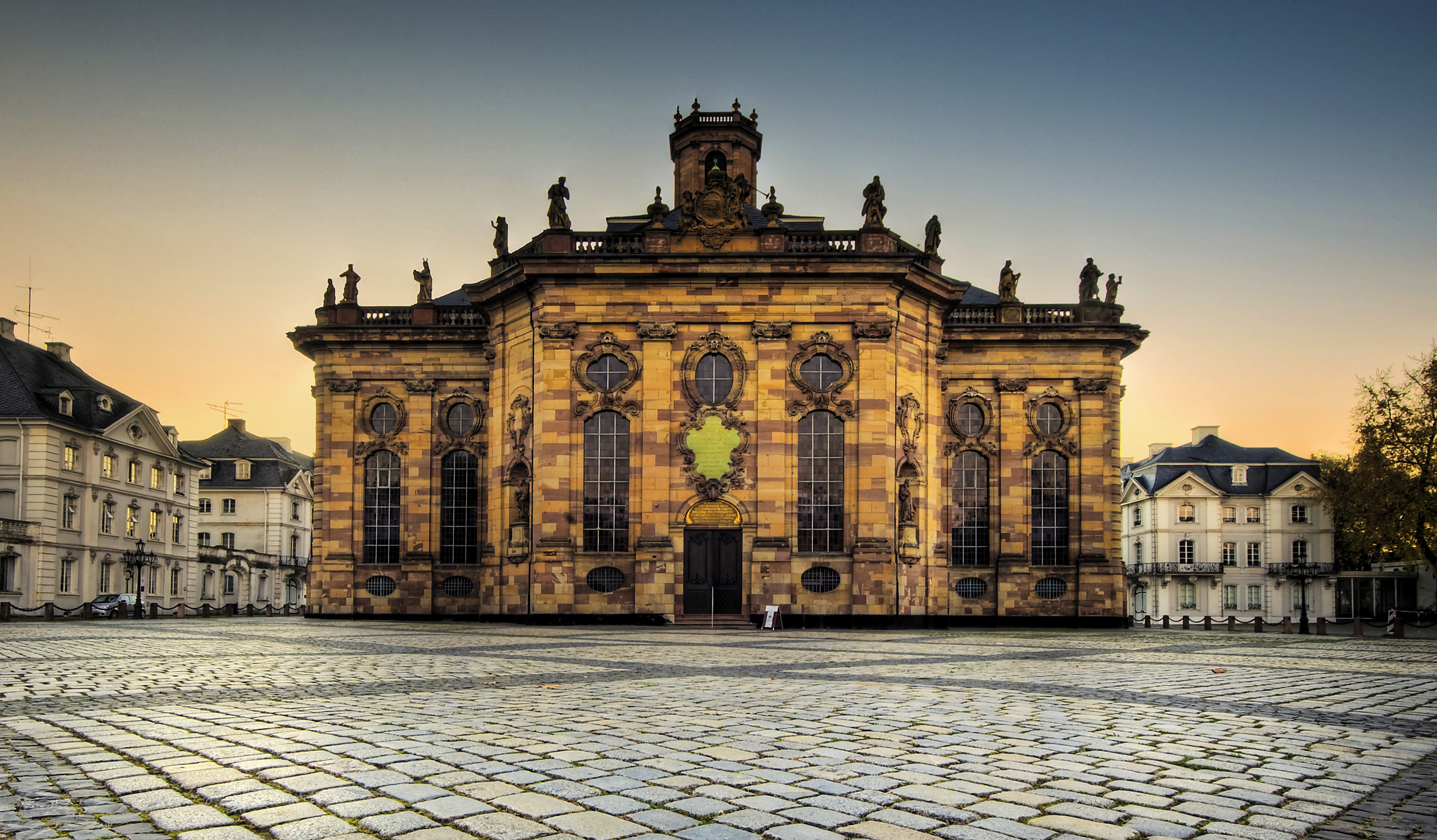
Ludwigskirche

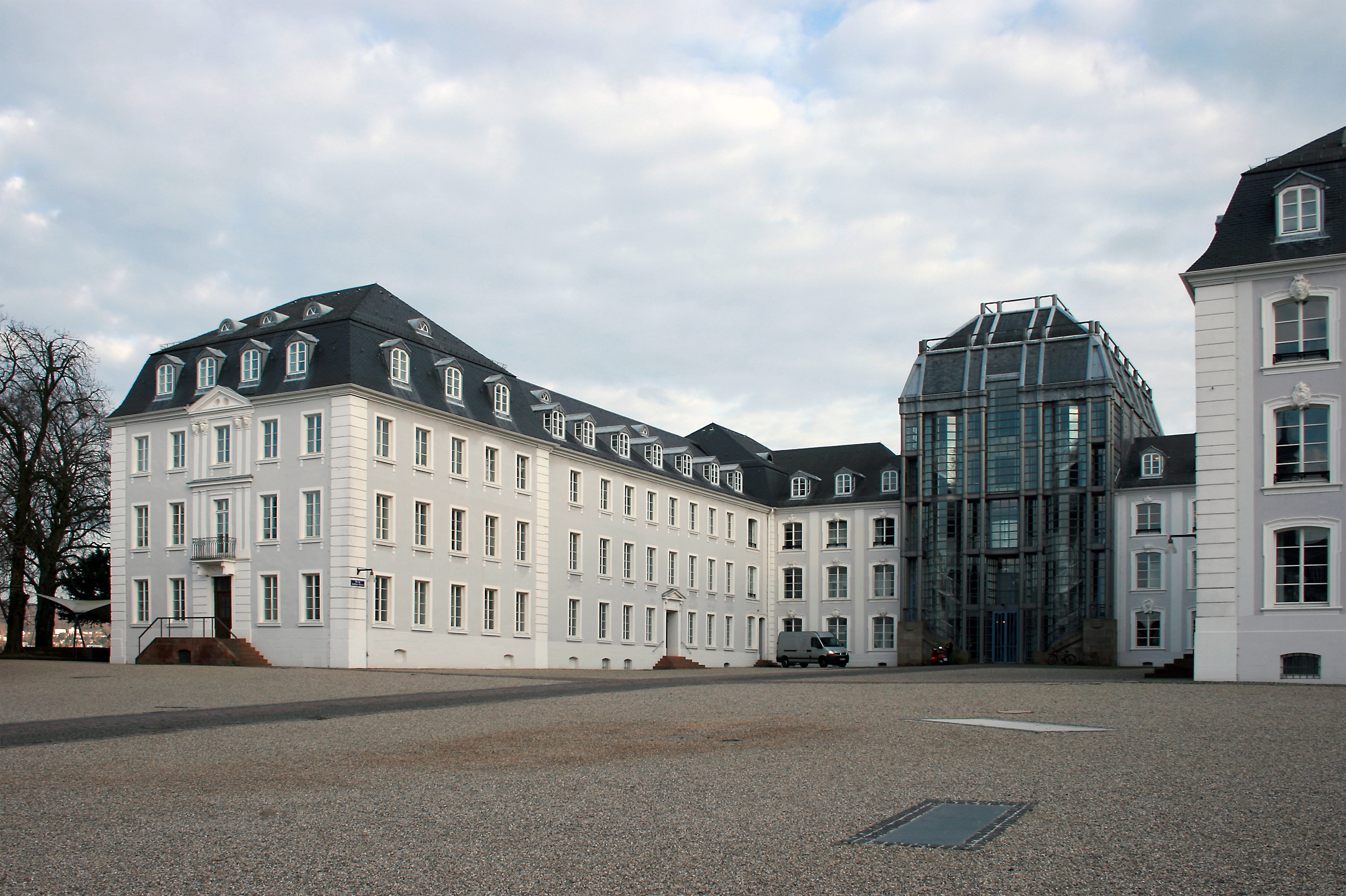
Pałac w Saarbruecken

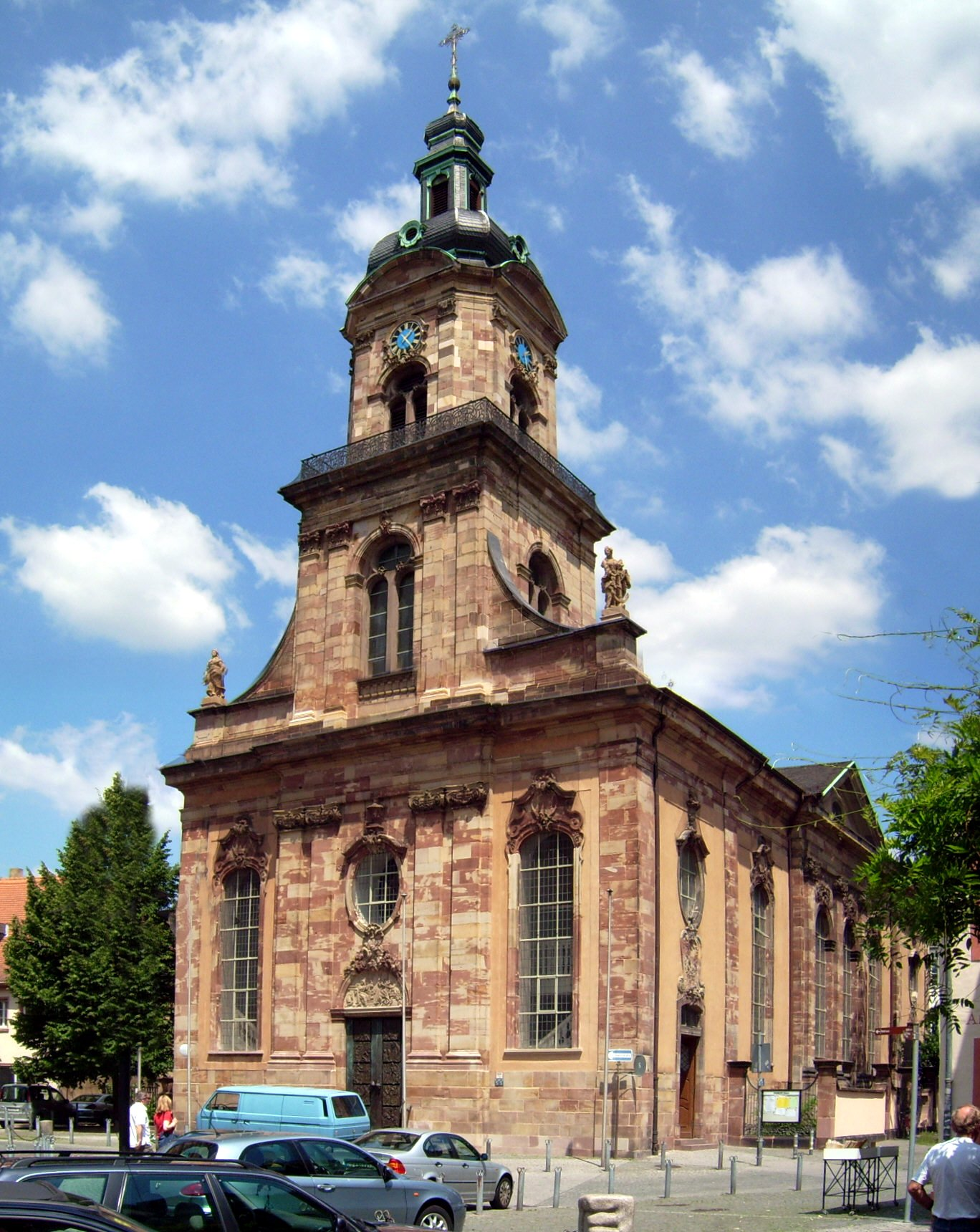
Bazylika św. Jana

Saarbrücken (fr. Sarrebruck; luks. Saarbrécken) – miasto w Niemczech nad Saarą, stolica kraju związkowego (niem. Bundesland) Saara, siedziba związku regionalnego Saarbrücken. Polityczne i kulturalne centrum regionu, główny ośrodek gospodarczy Zagłębia Saary, wydobycie węgla kamiennego. Rozwinięty przemysł maszynowy, metalowy, elektrotechniczny, włókienniczy, spożywczy, poligraficzny, precyzyjny, hutniczy  oraz chemiczny.

Znajdują się tu Muzeum Hutnictwa i Muzeum Przemysłu, lotnisko i uniwersytet. Obecna aglomeracja powstała w 1909 przez połączenie trzech miast: Saarbrücken, St. Johann oraz Malstatt-Burbach i liczy 175 741 mieszkańców (2010), w tym wielu obcokrajowców.

## Nazwa
Nazwa Saarbrücken (pierwsza wzmianka jako Sarabrucca) nie pochodzi od mostu (niem. Brücke, Brücken w l.m.) powyżej Saary, jak mogłoby się wydawać, ponieważ pierwsze wzmianki pochodzą z czasów gdy nie było jeszcze na rzece Saarze mostu (pierwszy most, Alte Brücke został zbudowany 500 lat po pierwszej wzmiance tej nazwy). W rzeczywistości nazwa pochodzi prawdopodobnie od twierdzy na skale (= Brocken) co dało określenie Sarabrucca. Na tej skale stoi obecnie Zamek Saarbruecken.

## Historia
Miasto po raz pierwszy wspomniane w dokumencie cesarza Ottona III w roku 999 jako zamek królewski „castellum Sarabrucca” nadany biskupstwu Metzu. Miejscowości najwcześniej wspominane w dokumentach pisanych, a będące obecnie dzielnicami Saarbrücken to: Malstatt (960) i Dudweiler (977). Od 1353 roku do czasów Rewolucji Francuskiej miasto było własnością książąt Nassau. Od wyniszczającej Wojny 30-letniej w XVII wieku i wojny Austrii z Francją w 1677 roku pod francuską dominacją, co w konsekwencji doprowadziło do włączenia miasta i regionu do Francji w latach 1680–1697 w wyniku tzw. reunionów. Od 1741 roku wieku miasto zostało rozbudowane według projektów architekta Stengela. W roku 1793 miasto zajęły wojska francuskie i włączono je do Francji na mocy traktatu z Campo Formio w 1797 roku i Luneville w 1801 roku. W 1815 roku miasto zostało włączone do będącej pod kontrolą Królestwa Prus – Nadrenii. W XIX wieku w okolicach miasta nastąpił gwałtowny rozwój przemysłu ciężkiego. W 1870 roku w okolicach miasta przebiegały walki między wojskami pruskimi i francuskimi. Od 1 stycznia 1909 połączono miasta Saarbrücken, St. Johann oraz Malstatt-Burbach pod nazwą Saarbrücken. Dawne miasto Saarbrücken jest określane teraz jako Alt-Saarbrücken. Po Traktacie wersalskim w 1919 roku miasto znalazło się pod kontrolą Ligi Narodów, a Francja jako rekompensatę zniszczenia własnych kopalń przez Niemców otrzymała w zarząd na 15 lat kopalnie w Zagłębiu Saary. W 1935 roku odbył się plebiscyt, w którym mieszkańcy w większości opowiedzieli się za przyłączeniem okręgu do Niemiec. 5 października 1944 roku miasto zostało zbombardowane przez 325 brytyjskich bombowców, w wyniku czego zginęło 361 osób i zniszczono Alt-Saarbrücken. Ponowne bombardowanie 274 brytyjskich bombowców nastąpiło 13 stycznia 1945 roku. Wojska Stanów Zjednoczonych zajęły miasto 21 marca 1945 roku. Po II wojnie światowej w 1945 roku Saarbrücken znajdowało się we francuskiej strefie okupacyjnej, a w 1947 roku utworzono Protektorat Saary. W konsekwencji tej decyzji włączono miasto do francuskiego systemu celno-walutowego oraz wprowadzono przymusową naukę francuskiego w szkołach. W 1948 roku władze francuskie założyły w mieście Uniwersytet Kraju Saary Universität des Saarlandes. Polityczne zjednoczenie z Republiką Federalną Niemiec nastąpiło 1 stycznia 1957 roku. W 2007 roku rozbudowano dworzec Saarbrücken Hauptbahnhof dla pociągów Intercity-Express.

## Zabytki
- Most kamienny z 1546 roku (zachowany częściowo)
- Kościół św. Arnuala (Sankt Arnual) w stylu gotyckim, wewnątrz renesansowe nagrobki
- Pałac barokowy Saarbrücker Schloss z XVIII wieku według projektu Friedricha Joachima Stengela. Zbudowany został w miejscu gotyckiego i renesansowego zamku. Pod pałacem znajdują się kazamaty
- Kościół Ludwika (Ludwigskirche) w stylu barokowym z lat 1762–1768, proj. Friedrich Joachim Stengel
- Bazylika św. Jana (St. Johann) w stylu barokowym
- Rynek dawnego miasta Sankt Johann z barokową fontanną
- Stary ratusz w stylu barokowym w Alt-Saarbrücken
- Nowy ratusz miasta Sankt Johann (Neues Rathaus), proj. Georg Hauberrisser
- willa Obenauer (proj: Peter Behrens)
- komandoria zakonu krzyżackiego pw. św. Elżbiety (Kommende St. Elisabeth)
- teatr miejski z 1937 roku w stylu klasycystycznym
- Plac „Unsichtbaren Mahnmals” z 1993 roku upamiętniający cmentarze żydowskie
- Ruiny zamku Kaninchenberg
- Bergwerksdirektion z lat 1877–1880, proj. Martin Gropius. Obecnie centrum handlowe.
- Dźwig Saarkran (rekonstrukcja z 1991 r.)
- Ambasada francuska z 1952 roku, proj. Georges-Henri Pingusson
- Kościół Św. Alberta z 1954 roku, proj. Dominikus Böhm i Gottfried Böhm

## Muzea
- Saarland Museum
- Stadtgalerie Saarbrücken – galeria sztuki współczesnej
- Muzeum archeologiczne
- Deutsches Zeitungsmuseum – Muzeum niemieckiej gazety
- Muzeum prehistoryczne

## Komunikacja
Przez miasto przebiega linia kolei wysokich prędkości TGV łącząca Paryż i Frankfurt. Znajduje się też w nim Port lotniczy Saarbrücken oraz istnieje połączenie wodne. W okolicy miasta rozpoczyna swój bieg autostrada A6 łącząca się z francuską autostradą A320 oraz autostrada A620.

## Słynni mieszkańcy
- Hiltrud Breyer – niemiecka polityk, posłanka do Parlamentu Europejskiego III, IV, V, VI i VII kadencji, działaczka partii Zielonych
- Claudia Kohde-Kilsch – tenisistka
- Sandra Ann Lauer – piosenkarka
- Walter Schellenberg – szef wywiadu Sicherheitsdienst (służba bezpieczeństwa)
- Otto Steinert – fotograf
- Jonas Hector – piłkarz

## Współpraca
Miejscowości partnerskie:
- Chociebuż, Brandenburgia
- Coucy-le-Château-Auffrique, Francja – kontakty utrzymuje dzielnica Altenkessel
- Nantes, Francja
- Saint-Avold, Francja – kontakty utrzymuje dzielnica Dudweiler
- Tbilisi, Gruzja

## Sport
- 1. FC Saarbrücken – klub piłkarski